# Die Kleinen und die Bösen
Die Kleinen und die Bösen ist ein deutscher Spielfilm unter der Regie von Markus Sehr. Der Kinostart war am 3. September 2015.

## Handlung
Der Bewährungshelfer Benno, einst mit großen Idealen in den Sozialberuf gestartet, hat sich inzwischen in der Tristesse seines Lebens gemütlich-pragmatisch eingerichtet. Seinen Klienten Hotte betreut er schon eine gefühlte Ewigkeit und gibt sich keinerlei Illusionen mehr hin. Denn Hotte ist nicht nur Gewohnheitstrinker, sondern auch Gewohnheitskrimineller. Unverhofft bekommt er das Sorgerecht für seine zwei Kinder Dennis und Jenny zugesprochen. Benno sieht sich daher genötigt das Jugendamt davon zu überzeugen, die beiden Teenager lieber in eine betreute Wohngruppe zu geben. Sein halbherziges Auftreten hat jedoch wenig Erfolg und so zieht Hotte zu seinen Kindern in die bequeme Wohnung der gerade verstorbenen Oma. Als kurz darauf Dennis tödlich verunglückt, hat Benno den Verdacht, dass Hotte seinen Sohn bei einem Diebeszug „anlernen“ wollte. Hotte bestreitet das heftig. 
Der Vorfall ändert Bennos Leben. Er gibt sich die Mitschuld an Dennis Tod und beginnt sich fortan für andere einzusetzen. So will er Jenny unbedingt Hottes Einfluss entziehen, doch das Jugendamt bleibt bei seiner Entscheidung. Benno sieht nur einen Ausweg, um das Mädchen vor ihrem Vater zu retten: Er stellt Hotte eine Falle, um ihn wieder ins Gefängnis zu bringen. Bennos Plan geht jedoch schief und er setzt Dinge in Bewegung, die er nicht mehr kontrollieren kann. Als er Jenny übergangsweise bei sich zu Hause einquartiert, reagiert seine Freundin Tanja ausgesprochen ungehalten – sie stellt sich ihren Familienzuwachs anders, nämlich klassisch selbstproduziert vor. Da Benno ihr nie etwas von seiner Unfruchtbarkeit erzählt hatte, haben die beiden nun Streit. Mit Jenny zeigen sich auch sogleich Probleme, als sich das Mädchen ausgerechnet in Ivic verliebt, einen kosovarischen Nachwuchskriminellen, ebenfalls Klient von Benno ist. In dieser chaotischen Situation findet Benno Trost bei Anabell, der portugiesischen Stripteasetänzerin aus seiner Stammkneipe, deren Optimismus ihm gut tut. 
Hotte durchschaut Bennos Plan und nimmt den Kampf um seine Tochter auf. Womit er selbst kaum gerechnet hätte: Bei ihm stellen sich langsam tatsächlich so etwas wie Vatergefühle ein. Zusammen mit Ivic plant er einen großen Coup, um sich danach mit dem erbeuteten Geld und Jenny nach Mallorca abzusetzen. Als sich für Benno die Chance ergibt, sich Hottes Beute anzueignen, muss er die schwierigste Entscheidung seines Lebens treffen. Doch weil aus dem desillusionierten, zynischen Beamten mittlerweile ein neuer Benno geworden ist, der wieder an etwas glaubt, bringt in das zu einer sehr unerwarteten Entscheidung: So findet er sich am Ende mit einem Strandrestaurant auf den Azoren wieder. Sogar sein Traum von einer Familie ist zwar irgendwie wahr geworden: Er ist umgeben von einer Patchworkfamilie aus mehr oder weniger hoffnungslosen Fällen: Anabell mit ihrer behinderten Tochter Inez, Jenny und sogar der verrückte Ivic sind dabei. Und sogar – Hotte. Die Sozialarbeit für Benno geht weiter.

## Hintergrund
Die Autoren Xaõ Seffcheque und Martin Ritzenhoff orientierten sich laut eigenen Aussagen stilistisch als auch inhaltlich einerseits am italienischen Neoverismo (Die Schmutzigen, die Häßlichen und die Gemeinen), zum anderen an der modernen britischen Social Tragic Comedy (Brassed Off – Mit Pauken und Trompeten, Mein Name ist Joe).
Sie entwickelten das Drehbuch bereits 2004, fanden aber weder Finanziers noch unterstützende Fernsehsender. Auch mit der Besetzung der Rollen und der Regie gab es erhebliche Probleme für den Produzenten Herbert Schwering: Neben der streckenweise gewagten Mischung aus ernsten bis brutalen und komödiantischen Elementen, der teilweise extremen Charakterzeichnung und der oftmals schmutzigen Slang-Sprache, war es vor allem der für einen deutschen Film eher ungewöhnliche Genre-Crossover, und hier wiederum besonders der abrupte Tod des noch nicht sechzehnjährigen Dennis, der etliche Produzenten, Geldgeber, Verleiher, Schauspieler und Redaktionen abschreckte. Erst als Christoph Maria Herbst 2012 für die Hauptrolle zugesagt hatte, ging es voran: Nachdem das Bundeskultusministerium, das auch schon das Drehbuch gefördert hatte, eine Anschubfinanzierung gewährte, stieg auch die Film- und Medienstiftung NRW mit ein. Nordmedia und DFFF kamen hinzu, der WDR, vor allem jedoch Arte als Co-Produzenten vervollständigten schließlich die Unterstützer-Riege. Nach der kurzfristigen Absage von Axel Prahl entschied sich Regisseur Markus Sehr für Peter Kurth, dessen Interpretation des prollig-bös-verschlagenen Hotte diesem viel Lob einbrachte.
Der Etat lag dennoch nur bei etwa 1,75 Mio. Euro, weshalb der Film in nur 26 Tagen abgedreht werden musste. Dies geschah im Juni und im Juli 2014 in Köln und Hannover sowie im November 2014 auf Teneriffa.
Im Mai 2015 hatte der Film seine Premiere auf dem Filmfest München. Anfang September 2015 kam er, allerdings nur in bescheidener Kopienanzahl, in die deutschen Kinos.

## Rezeption
filmdienst.de schreibt: „Eine bissig-satirische Kiez-Komödie, die vor allem von ihren beiden versiert aufspielenden Hauptdarstellern lebt. In der Zuspitzung vom Sozialdrama über die Krimiposse bis zur Weltfluchtfantasie bedient sich der Film geschickt bei den Klischees eines gediegen boulevardesken ‘Welttheaters’“.
spielfilm.de meint: „Der komödiantische Tonfall ist politisch nicht korrekt und folgt dabei genüsslich dem als musikalisches Leitmotiv dienenden Hit ‚I fought the law‘. Hotte ist zu unbeherrscht, um sich nicht immer wieder in die Bredouille zu bringen. Es gibt köstliche Szenen, in denen er es fast schafft, seine Pläne zum Erfolg zu führen, aber dann kommt etwas dazwischen. (...) So abstoßend dieser Charakter gezeichnet ist, so sehr gehören ihm – vor allem wegen Peter Kurths kraft- und gefühlvollem Spiel - auch die Sympathien. Das gilt in gewisser Weise auch für den kühleren, verdrucksten Benno, der es gut meint, aber gegen die eigene Resignation anzukämpfen hat. Christoph Maria Herbst hat eine lange Zeit ungewohnt brave, zurückhaltende Rolle, der er aber Würze gibt, weil er es so gut versteht, ohne Worte auszudrücken, welche moralischen Konflikte, welche Frustrationen in seinem Inneren toben. […] Die ständige Zufuhr an Verwicklungen ist die besondere Stärke des Drehbuchs von Xaõ Seffcheque und Martin Ritzenhoff.“
Der Tagesspiegel Berlin schreibt: „Neben Herbst, der den Bewährungshelfer keineswegs als Sozialarbeiter-Karikatur spielt, prägt vor allem Peter Kurth mit seiner physischen Präsenz den Film. Hotte ist eine Dampfwalze von Proll, dem die Macher jede Sozial-Romantik ausgetrieben haben und der auf eher eigenwillige Art herzlich ist. […]  So entwickelt sich eine wendungsreiche Gaunerkomödie mit Sympathie für die ‚Kleinen‘. ‚Böse‘ ist hier eigentlich nur der ‚Wiener‘ (Reinhold Moritz), der Platzhirsch unter den Ganoven, dessen atemloses Österreichisch wie die Sprache eines Außerirdischen klingt. […] Eine unterschätzte Komödie: ‚Die Kleinen und die Bösen‘ mag von vielem nur ein bisschen und deshalb insgesamt kein Meisterwerk sein, ist aber eine etwas unterschätzte Komödie, weil sie neben prägnanten Typen und überzeugenden Schauspielern mehr Tempo und frechen Witz mitbringt als die meisten anderen Filme aus deutscher Humorproduktion. Am Ende schnurren die Grobheiten auf ein märchenhaftes Happy End zusammen. Immerhin: Die Resozialisierung auf Speed scheint geglückt zu sein.“
cinema fasst zusammen: „Die beherzten Darsteller, allen voran Peter Kurth, sorgen für kurzweiliges Amüsement.“
stadtgame.de resümiert: „Sehrs Bemühung, Genregrenzen miteinander verschwimmen zu lassen, zeigt sich vor allem in der Mischung aus ernsten, tragischen Szenen, die sich mit skurillen Dialogen und komödiantischen Elementen abwechseln. Das kleine Experiment zahlte sich – trotz einem etwas längerem Anlauf – aus. Und auch Herbst bemüht sich, das Stromberg-Image abzulegen und zeigt dabei, dass er mehr schauspielerisches Profil besitzt als nur den tyrannischen Büroneurotiker zu spielen. Die Frage, wie man sich als Sozialarbeiter vom täglichen ‚Job‘ – Menschen und deren Schicksale abgrenzen soll, wenn man doch selbst auch nur ein Mensch ist, wird hier gekonnt und oftmals überzogen dargestellt und dabei auch das eine oder andere Klischee auf die Schippe genommen.“

## Auszeichnungen
Anlässlich seiner Premiere auf dem Filmfest München wurde der Film für den FIPRESCI-Preis der Internationalen Filmkritik nominiert, Markus Sehr für die „Beste Nachwuchsregie“ und Emma Bading als „Beste Nachwuchsdarstellerin“.
Markus Sehr wurde für seine Inszenierung für den Deutschen Regiepreis Metropolis nominiert.